# گای ماجو
گای ماجو (انگلیسی: Guy Madjo؛ زادهٔ ۱ ژوئن ۱۹۸۴ بازیکن فوتبال اهل کامرون است.
از باشگاه‌هایی که در آن بازی کرده‌است می‌توان به باشگاه فوتبال پلیموث آرگیل، باشگاه فوتبال فارست گرین راورز، باشگاه فوتبال پیترسفیلد تاون، باشگاه فوتبال استیونج، باشگاه فوتبال ترانمره راورز، باشگاه فوتبال استافورد رانجرز، باشگاه فوتبال چلتنهام تاون، باشگاه فوتبال آلدرشات تاون، باشگاه فوتبال کراولی تاون، باشگاه فوتبال شروزبری تاون، باشگاه فوتبال مکلسفیلد تاون، باشگاه فوتبال پورت ویل، و باشگاه فوتبال بریستول سیتی اشاره کرد.
وی همچنین در تیم‌های ملی فوتبال Cameroon national under-17 football team و Cameroon national under-23 football team بازی کرده‌است.